# Kloten
Kloten (gzu. Chloote) – miasto i gmina (Politische Gemeinde) w północnej Szwajcarii, w kantonie Zurych, w okręgu (Bezirk) Bülach.

## Demografia
W Kloten mieszka 20 980 osób. W 2021 roku 35,5% populacji gminy stanowiły osoby urodzone poza Szwajcarią.

## Transport
Przez teren miasta przebiegają autostrady A11 i A51 oraz drogi główne nr 4 i nr 350.
W mieście znajduje się większa część portu lotniczego Zurych-Kloten, jednego z największych w Europie.

## Sport
- EHC Kloten – klub hokejowy